# Kneese
Kneese ist eine Gemeinde im Südwesten des Landkreises Nordwestmecklenburg in Mecklenburg-Vorpommern (Deutschland). Die Gemeinde besteht aus den Ortsteilen Kneese, Kneese Dorf, Dutzow und Sandfeld und wird vom Amt Gadebusch mit Sitz in der Stadt Gadebusch verwaltet.

## Geografie
Die Gemeinde Kneese liegt an der Landesgrenze zu Schleswig-Holstein im hügeligen Gebiet zwischen Gadebusch und dem Schaalsee. Die Landesgrenze verläuft durch den Bernstorfer Binnensee innerhalb des Niendorfer Binnensees, beides nördliche Ausläufer des Schaalsees, dessen Süd- und Ostteile sowie das Gebiet um Kneese im von der UNESCO anerkannten Biosphärenreservat Schaalsee liegen. Im Süden grenzt das Gemeindegebiet an den Landkreis Ludwigslust-Parchim.
Umgeben wird Kneese von den Nachbargemeinden Roggendorf im Norden, Krembz im Osten, Zarrentin am Schaalsee im Süden sowie Mustin und Kittlitz im Westen.

## Geschichte
Am 1. Juli 1950 wurde die bis dahin eigenständige Gemeinde Kneese, Hof (auch Hof Kneese) eingegliedert. Die Gemeinde Dutzow mit dem Ortsteil Sandfeld wurde am 1. Juli 1969 eingemeindet.

## Politik

### Wappen, Flagge, Dienstsiegel
Die Gemeinde verfügt über kein amtlich genehmigtes Hoheitszeichen, weder Wappen noch Flagge. Als Dienstsiegel wird das kleine Landessiegel mit dem Wappenbild des Landesteils Mecklenburg geführt. Es zeigt einen hersehenden Stierkopf mit abgerissenem Halsfell und Krone und der Umschrift „GEMEINDE KNEESE • LANDKREIS NORDWESTMECKLENBURG“.

## Lage an der ehemaligen innerdeutschen Grenze
Die Badestelle Kneeses am Schaalsee befindet sich dort, wo vor 1990 die Grenzanlagen der DDR installiert waren. Die ehemaligen Grenztruppen-Kasernen wurden zu Eigentumswohnungen umgebaut. Da Kneese im Sperrgebiet lag, hatten die Bewohner mit erheblichen Einschränkungen zu leben. Ein Teil des Ortsteils Dutzow einschließlich des Herrenhauses aus der Mitte des 19. Jahrhunderts wurde in Zusammenhang mit den Zwangsaussiedlungen abgerissen, weil die Gebäude zu dicht an der Grenze standen. Heute verbindet eine 1993 fertiggestellte Brücke Kneese mit der Nachbargemeinde Kittlitz. Am 3. Oktober, dem Tag der Deutschen Einheit, wird jedes Jahr ein gemeinsames Fest durchgeführt.

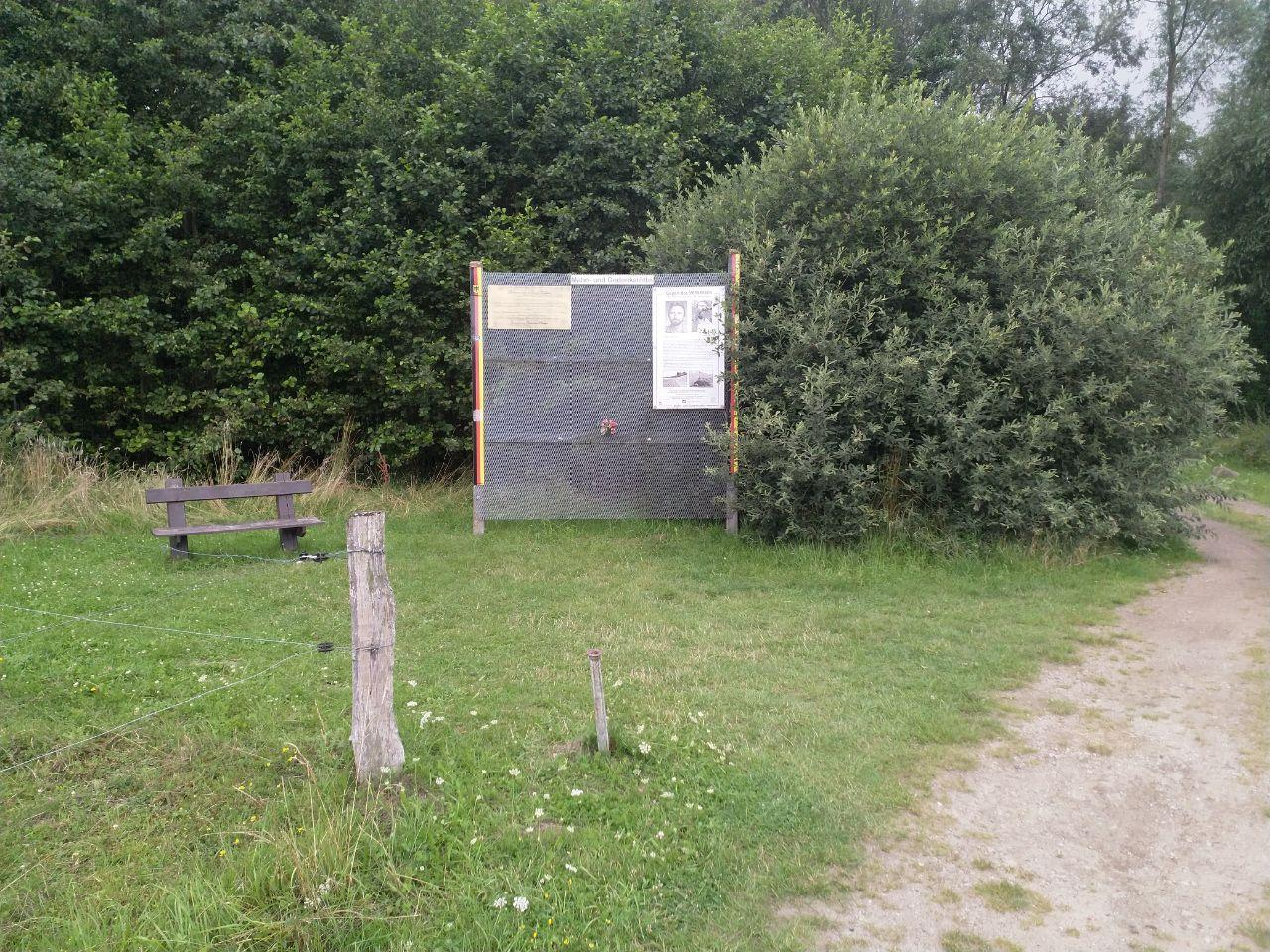
Harry-Weltzin-Gedenkstätte

Drei Jahrzehnte nach dem Tod des Republikflüchtlings Harry Weltzin wurde bei Kneese ein Mahnmal für DDR-Grenztote eingeweiht. Die Zeremonie fand am 31. August 2013 statt, unweit der Stelle, an der er am 4. September 1983 bei einem Fluchtversuch ums Leben kam.

## Sehenswürdigkeiten
- Gutshaus Kneese-Hof
- Einige Speicher und Scheunen
- Forsthof Kneese

→ Siehe auch Liste der Baudenkmale in Kneese

## Verkehrsanbindung
Zwölf Kilometer nordöstlich von Kneese liegt die Kleinstadt Gadebusch, die Stadt Ratzeburg ist ca. 15 km entfernt. In beiden Orten besteht Anschluss an das überregionale Fernstraßennetz (B 208, B 207 und B 104) und Bahnanschluss nach Schwerin oder Lübeck.

## Persönlichkeiten
- Willy Decker (geb. 1873), SPD-Politiker